# Thomas Ward (psycholog)
Thomas Ward – amerykański psycholog, profesor Uniwersytetu Alabamy. Wspólnie z Ronaldem Finkem i Stevenem Smithem opracował współczesną koncepcję procesu twórczego znaną jako tzw. model genploracji (ang. geneplore model). Koncepcja ta została zaprezentowana po raz pierwszy w książce z 1992 r. pt. Creative cognition: Theory, research, and applications.

## Ważniejsze dzieła
- Creative Cognition: Theory, Research, and Applications (1992) (współautorzy: R. Finke, S. Smith)